# سیکلید پرچمی
سیکلید پرچمی، Mesonauta festivus، گونه ای از سیچلایدها و بومی مناطق پارانا، پاراگوئه، مادره د دیوس، گواپوره، ماموره، جماری و حوضه رودخانه تاپاژوس در برزیل، پرو، پاراگوئه و بولیوی است .  طول آن می تواند به ۱۲٫۱ سانتیمتر (۴٫۸ اینچ) رسیده و گاهی در آکواریوم ها نگهداری می شود. 
به طور کلی تا سال 1991 به عنوان تنها گونه معتبر در جنس Mesonauta شناخته می شد، در آخرین بررسی طبقه بندی نشان داد که شامل پنج گونه میباشند (پونه ششم در 1998 معرفی شد). به همین دلیل تمام نمونه های آکواریومی به طور کلی سیچلاید پرچمی نامیده شده اند، اما این گونه بسیار نایاب تر از برخی از خویشاوندانش، به ویژه گونه M. guyanae ،M. insignis و M. mirificus دیده می شود.  سایر گونه های این جنس دارای محدوده زیستگاه شمالی تری نسبت به M. festivus هستند.